# 우간다 내전
우간다 내전은 1980년부터 1986년까지 우간다에서 밀턴 오보테 정부와 이후의 티토 오켈로 정부에 대항하여 민족 저항군(National Resistance Army, NRA)이 벌인 게릴라전이다.

## 전쟁
무세베니와 그의 지지자들은 우간다의 남서부로 후퇴하여 대중 저항군(Popular Resistance Army, PRA)를 조직했다. 대중저항군은 이후 전(前)대통령이었던 룰레가 이끌던 우간다 자유 전사(Uganda Freedom Fighters, UFF)와 합쳐져 민족 저항군(NRA)과 이의 정치 조직인 민족 저항 운동(National Resistance Movement, NRM)을 만들었다. 이후 다른 두 반란 단체인 우간다 민족 구조 전선(Uganda National Rescue Front, UNRF) 및 전(前) 우간다 국군(Former Uganda National Army, FUNA)이 나일강 서부에서 남겨진 아민 지지자들을 중심으로 형성되어 우간다 민족 해방군과 싸웠다. 폴 카가메와 르완다에서 온 망명자들(후일 르완다 애국 전선을 형성한다)은 이 전쟁에서 무세베니의 민족 저항군의 편에서 싸웠다. 탄자니아에서 첩보원으로 훈련된 카가메는 무세베니의 방첩 부대장이 되었다.
내전은 1981년 2월 6일 중부 무벤데 구(區)에 있던 군사 시설에 감행된 공격으로부터 시작되었다. 모잠비크에서 모잠비크 해방 전선과 게릴라전을 치렀던 경험이 있는 무세베니와, 탄자니아에서 아민과 싸우기 위해 조직된 무세베니의 민족 구원 전선은, 오보테 정부에 적대적인 시골 지역, 특히 중부와 서부 부간다 및 서부 우간다의 안콜레, 부뇨로 등에서 군사 행동을 벌였다.
대부분의 전투는 스티븐 카샤카의 A중대, 조람 무구메의 B중대, 그리고 페코스 쿠티사의 C중대라고 불린 기동대들이 수행했다. 이 부대들의 지휘는 프레드 르위게마가 맡았으며, 무세베니의 형제인 살림 살레가 그를 보조했다.